# Camerata Nuova
Camerata Nuova es una localidad italiana de la provincia de Roma, región de Lacio, con 476 habitantes.

## Evolución demográfica
| Gráfica de evolución demográfica de Camerata Nuova entre 1861 y 2001 |
|                                                                      |
| Fuente ISTAT - elaboración gráfica de Wikipedia                      |